# Giuseppe Caregaro
Giuseppe Caregaro (Verona, 1902 – 1963) è stato un editore e fumettista italiano fondatore della casa editrice Edizioni Alpe nel 1939, fra le principali in Italia nel campo dei fumetti dagli anni cinquanta agli anni ottanta e ideatore del personaggio di Cucciolo.